# Maurice Alliot
Maurice Alliot (1903-1960) fue un egiptólogo francés, profesor de Egiptología en Lyon (desde 1937) y París (desde 1953).
Miembro del Instituto Francés de Arqueología Oriental de El Cairo desde 1930, participó en las excavaciones de Deir el-Medina y Edfu. Sobre estas últimas escribió un libro en dos volúmenes.